# Bradken
Bradken ist ein australischer Bergbauausrüster mit Sitz in Mayfield West in der LGA Newcastle City in New South Wales. Ein Schwerpunkt der Geschäftstätigkeit ist der Guss von Stahlteilen.
Bradken wurde 1922 als Bradford Kendall Limited gegründet. Zwischen 1981 und 2000 war das Unternehmen Teil der Australian National Industries (ANI). Nach der Übernahme von ANI durch Smorgon Steel im Jahr 2000 wurde das Unternehmen an die Private-Equity-Gesellschaft CHAMP verkauft, die Bradken im August 2004 an die Börse brachte.
Mit Wirkung zum 20. März 2017 erwarb die Hitachi Construction Machinery Co. Ltd (HCM), ein Unternehmen des Hitachi-Konzerns, die Bradken Limited.
2007 eröffnete Bradken ein Werk in Xuzhou (China), das 2013 noch einmal erweitert wurde. Dort werden u. a. Güterwagen für besonders hohe Achslasten hergestellt.